# Parafia św. Marii Magdaleny w Koninie
Parafia św. Marii Magdaleny w Koninie – parafia rzymskokatolicka diecezji włocławskiej, należąca do dekanatu konińskiego I. Erygowana w 1969 roku i prowadzona przez ojców franciszkanów z Prowincji Matki Bożej Anielskiej Zakonu Braci Mniejszych.

## Kościoły
- kościół parafialny: Kościół św. Marii Magdaleny w Koninie

## Historia
W 1629 roku, arcybiskup gnieźnieński Jan Wężyk swoim pismem z 28 września poparł lokacje klasztoru franciszkanów w Koninie. 15 marca 1631 roku wystawiono akt erekcyjny dla utworzonego konińskiego konwentu franciszkanów-reformatów przy kościele św. Marii Magdaleny. W akcie tym król Zygmunt III Waza uzasadniał swoją decyzję osadzenia w Koninie reformackiego klasztoru oraz ogólnie określał jego przywileje, powinności i zasady funkcjonowania klasztoru wśród wiernych. Głównym powodem tej nowej fundacji klasztornej, wyrosłej w pobliżu aktywnego ośrodka braci czeskich w podkonińskim Żychlinie, była realizacja królewskiego programu kontrreformacyjnego, aby osłabić wpływy innowierców w tym rejonie.
Klasztor należał wówczas do wielkopolskiej prowincji św. Antoniego z Padwy. w 1661 Drewniany kościół i klasztor spłonęły, a powstał nowy, murowany kościół klasztorny. 31 maja 1699 roku biskup Hieronim Wierzbowski, sufragan poznański konsekrował kościół. Prace wykończeniowe w obrębie świątyni trwały jeszcze w latach 1727–1733 przy wydatnym wsparciu księżnej Teofili z Leszczyńskich Wiśniowieckiej, kasztelanowej krakowskiej.
W 1864 roku, za czynny udział reformatów w walkach Powstania Styczniowego i popieranie narodowego zrywu, klasztor został zamknięty, a reformaci zostali internowani w Kaliszu. Kościół klasztorny przeszedł pod opiekę księży diecezjalnych, a budynki klasztorne zostały zajęte przez żołnierzy rosyjskich z 13. kargopolskiego pułku dragonów.
W roku 1919 franciszkanie powrócili do Konina. Biskup Stanisław Zdzitowiecki przekazał kościół pod zarząd oo. franciszkanów, a jego pierwszym przełożonym został o. Jan Milicki, prefekt miejscowego gimnazjum i profesor łaciny. W klasztorze mieściła się wówczas najpierw szkoła powszechna, a później bursa dla gimnazjalistów. W 1940 roku franciszkanie zostali ponownie usunięci z klasztoru przez hitlerowskie władze. W zabudowaniach klasztornych urządzono internat dla młodzieży hitlerowskiej, a w kościele szkołę. W świątyni zniszczono wnętrze, wyburzono część pomieszczeń klasztornych oraz przylegającą od strony zachodniej kaplicę Matki Bożej, zmieniając dotychczasową bryłę klasztoru. Kaplicę tę odbudowano w 1999 r.
Po wyzwoleniu miasta w 1945 roku w zabudowaniach klasztornych rozpoczęły działalność dwie szkoły podstawowe oraz magazyny przedsiębiorstwa „Prasa–Książka–Ruch”. Powracający do Konina franciszkanie jako rekompensatę otrzymali położony w bliskim sąsiedztwie kościół protestancki i dawne mieszkanie pastora. Po przeniesieniu szkół do innych obiektów franciszkanie powrócili do zdewastowanego kościoła i części zabudowań klasztornych. Prace nad rekonstrukcją wnętrza kościoła trwały do 1956 roku, a nad odbudową zniszczonych ołtarzy do 1967 roku. Odtworzono je na podstawie zachowanych zdjęć. W maju 1967 roku, zrekonstruowany staraniem zakonników i wiernych, ołtarz główny poświęcił biskup Antoni Pawłowski. Dwa lata później, w 1969 r. w kościele erygowano nową parafię pw. św. Marii Magdaleny, dokonując jednocześnie rozgraniczenia pomiędzy nią a najbliższą parafią św. Bartłomieja. Wszystkie zabudowania należące do zakonu ostatecznie zostały oddane do użytkowania zakonnikom w latach dziewięćdziesiątych XX wieku. Od tego czasu trwa gruntowny remont kościoła i klasztoru.